# Drabescus vitreus
Drabescus vitreus är en insektsart som beskrevs av Schmidt 1926. Drabescus vitreus ingår i släktet Drabescus och familjen dvärgstritar. Inga underarter finns listade i Catalogue of Life.